# César Tárrega
César Tárrega Requeni (Valencia, 26 febbraio 2002) è un calciatore spagnolo, difensore del Valencia.

## Carriera

### Club
Tárrega è cresciuto nel settore giovanile del Valencia ed ha debuttato in prima squadra il 2 dicembre 2021 nell'incontro di Coppa del Re vinto 3-0 contro l'Utrillas. Impiegato principalmente con il Valencia Mestalla negli anni successivi, il 16 settembre 2023 ha fatto il suo esordio nella Liga contro l'Atlético Madrid.
Il 19 gennaio 2024 è stato ceduto in prestito fino al termine della stagione al Real Valladolid. Tornato a Valencia, ha rinnovato il contratto fino al 2028 ed è stato confermato nella rosa della prima squadra per la stagione 2024-2025.

### Nazionale
Ha giocato nella nazionale spagnola Under-21.

## Statistiche

### Presenze e reti nei club
Statistiche aggiornate al 29 settembre 2024
| Stagione        | Squadra           | Campionato      | Campionato | Campionato | Coppe nazionali | Coppe nazionali | Coppe nazionali | Coppe continentali | Coppe continentali | Coppe continentali | Altre coppe | Altre coppe | Altre coppe | Totale | Totale | Totale |
| Stagione        | Squadra           | Comp            | Pres       | Reti       | Comp            | Pres            | Reti            | Comp               | Pres               | Reti               | Comp        | Pres        | Reti        | Pres   | Reti   |        |
| --------------- | ----------------- | --------------- | ---------- | ---------- | --------------- | --------------- | --------------- | ------------------ | ------------------ | ------------------ | ----------- | ----------- | ----------- | ------ | ------ | ------ |
| 2021-2022       | Valencia Mestalla | SDR             | 25         | 2          | -               | -               | -               | -                  | -                  | -                  | -           | -           | -           | 25     | 2      |        |
| 2022-2023       | Valencia Mestalla | SF              | 31         | 1          | -               | -               | -               | -                  | -                  | -                  | -           | -           | -           | 31     | 1      |        |
| 2023-gen. 2024  | Valencia Mestalla | SF              | 8          | 1          | -               | -               | -               | -                  | -                  | -                  | -           | -           | -           | 8      | 1      |        |
| 2021-2022       | Valencia          | PD              | 0          | 0          | CR              | 2               | 0               | -                  | -                  | -                  | -           | -           | -           | 2      | 0      |        |
| 2022-2023       | Valencia          | PD              | 0          | 0          | CR              | 0               | 0               | -                  | -                  | -                  | -           | -           | -           | 0      | 0      |        |
| 2023-gen. 2024  | Valencia          | PD              | 1          | 0          | CR              | 1               | 0               | -                  | -                  | -                  | -           | -           | -           | 2      | 0      |        |
| gen.-giu. 2024  | Real Valladolid   | SD              | 16         | 1          | CR              | 0               | 0               | -                  | -                  | -                  | -           | -           | -           | 16     | 1      |        |
| 2024-2025       | Valencia          | PD              | 6          | 0          | CR              | 0               | 0               | -                  | -                  | -                  | -           | -           | -           | 6      | 0      |        |
| Totale carriera | Totale carriera   | Totale carriera | 87         | 5          |                 | 3               | 0               |                    | -                  | -                  |             | -           | -           | 90     | 5      |        |